# Alberto Graves Chakussanga
 Alberto Graves Chakussanga  (ca. 1978 - 5 de setembre de 2010) va ser un periodista angolès que treballava en un programa de ràdio setmanal d'afers d'actualitat per Radio Despertar al barri de Viana (Angola), als afores de Luanda, quan va ser assassinat a la seva casa. Veu crítica amb el govern, l'assassinat de Chakussanga segueix sense resoldre's. Segons la base de dades Comitè per Protegir Periodistes, Chakussanga i Stanislas Ocloo, també mort el 2010, van ser els primers periodistes morts a Angola des que Simao Roberto, també crític amb el govern, fou assassinat el 1998.

## Mort
Alberto Graves Chakussanga fou assassinat a la seva casa al districte de Viana a Luanda el 5 de setembre de 2010. Va ser trobat per la seva cunyada a la seva cuina amb una ferida de bala a l'esquena. Chakussangra havia estat rebent amenaces poc abans del seu assassinat. Només sembla que faltava un dipòsit de gas per cuinar, mentre que els diners, el seu cotxe, un telèfon mòbil i altres articles personals eren al seu lloc.
En l'època de la seva mort, Chakussanga, presentava notícies setmanals en umbundu on es mostrava força crític amb el govern dirigit pel Moviment Popular per a l'Alliberament d'Angola (MPLA). Chakussanga va tenir una estreta relació amb els de la seva comunitat, particularment els ovimbundu, un dels grups ètnics més grans d'Angola, que integrava bona part dels rebels. Radio Despertar, l'emissora on emitia Chakussanga, va ser acusada de fomentar contínuament la comunitat per provocar la desobediència civil contra el govern, cosa que l'emissora va negar. L'emissora es va crear després de "acords de pau" entre el MPLA i UNITA quan va acabar amb la seva rebel·lió armada. Segons el CPJ, l'emissora era afiliada a UNITA. Chakussanga parlava contra el govern durant aquest temps turbulent. El gener de 2010, va començar segments que contenien discussions sobre educació política per a la població d'Angola. Segons amics i coneguts, Chakussanga va rebre amenaces telefòniques i missatges de text en els mesos anteriors a la seva mort.

## Impacte
La mort de Chakussanga va ser un acte violent que va afectar el seu públic, així com altres mitjans de comunicació al sud d'Àfrica. El seu xou criticava el MPLA a Angola. Segons l'Institut de Mitjans per a l'Àfrica Meridional, la seva mort va ser una indicació de tots els que estan contra de la llibertat mediàtica i que volen silenciar opinions d'oposició.

## Reaccions
Irina Bokova, directora general de la UNESCO, va condemnar la mort de quatre periodistes de la setmana anterior, l'11 de setembre de 2010, que va incloure Alberto Chakussanga. Va dir que l'important és el periodisme polític i que "El treball dels professionals dels mitjans és vital per al dret fonamental de la llibertat d'expressió."
Reporters sense fronteres va informar que hi havia un vincle probable entre la mort de Chakussanga i les accions de l'emissora de ràdio. Demana que la justícia actui ràpidament a causa de la importància de la llibertat mediàtica a la zona. Aquesta organització va escriure una carta al ministre d'interior angolès Sebastiao Martins (Sebastiao José Antonio Martins), expressant preocupacions sobre la cadena d'assassinats de periodistes. "Ens preocupa que totes les víctimes treballin per als mitjans de comunicació crítics o d'oposició", va expressar el secretari general Jean-François Julliard en la carta enviada a finals d'octubre. La carta també va instar que no hi hagi impunitat pels delictes. La carta també va abordar els casos del periodista detingut Rafael Marques de Morais i els periodistes ferits Antonio Manuel Da Silva, també de Radio Despertar, i Norberto Abias Sateko, de TV Zimbo.
A l'Àfrica en particular, la mort de Chakussanga ha instigat a la gent a aixecar-se perquè el seu assassí(ns) sigui portat a la justícia. Molts consideren que la seva mort ha de ser un recordatori de la importància de la llibertat mediàtica als països controlats pel govern.